# Juri Grigorjewitsch Orechow
Juri Grigorjewitsch Orechow (russisch Юрий Григорьевич Орехов; * 20. April 1927 in Tula; † 18. Juli 2001 in Moskau) war ein sowjetisch-russischer Bildhauer.

## Leben
Orechows Großvater, Urgroßvater und Ururgroßvater waren Schmiede. Der Onkel mütterlicherseits war Regierungsmitglied und wurde während des Großen Terrors 1937 als Volksfeind verhaftet und erschossen, worauf die Familie Orechow nun als Volksfeind-Familie diskriminiert wurde.
Dank der Erziehung seiner Mutter, die ein Lehrerseminar absolviert hatte und gern zeichnete, interessierte sich Orechow schon früh für die Kunst. Sein Schullehrer, Absolvent der Stroganow-Kunst-Gewerbe-Schule, lud ihn in seinen Zeichen-Kreis ein, an dem er bis zum Beginn des Deutsch-Sowjetischen Kriegs teilnahm. Nach Kriegsbeginn wurde er mit Schwester und Vettern nach Orenburg evakuiert. Ein Jahr später kehrte er zurück und arbeitete bis 1945 in dem Rüstungsbetrieb Elektrostschettschik in Mytischtschi. Er wurde Schlosser und besuchte die Abendschule.
Im August 1945 sah Orechow in Moskau am Jaroslawler Bahnhof ein großes Werbeplakat für ein Studium an der Stroganow-Kunst-Gewerbe-Schule. Er bestand die Aufnahmeprüfungen und wurde Student der Fakultät für monumentale und dekorative Bildhauerei. Seine ersten Lehrer waren Abram Lasarewitsch Malachin und Saul Rabinowitsch. 1953 schloss er das Studium ab und wurde selbständiger Bildhauer. Im selben Jahr wurde er Mitglied der Union der Künstler der UdSSR.
Orechow erbaute mit den Architekten  W. A. Peterburschzew, Alexander Stepanow und A. A. Popow die Gedenkstätte Cholm Slawy für die Gefallenen des Russischen Bürgerkriegs und des Deutsch-Sowjetischen Kriegs in Jalta auf dem Darsan-Hügel, die am 6. November 1967, dem 50. Jahrestag der Oktoberrevolution, eröffnet wurde. In den 1980er Jahren wurde das Hügelgelände um die Gedenkstätte herum ein Park. Nach der Unabhängigkeit der Ukraine 1991 wurde der Park teilweise aufgegeben und mit mehrstöckigen Wohngebäuden bis an die Gedenkstätte  heran bebaut. Erst 2018 wurde  die Gedenkstätte nun als Objekt des kulturellen Erbes Russlands anerkannt.
1972 schuf Orechow das Denkmal für den Marschall der Sowjetunion Fjodor Tolbuchin in Jaroslawl. Es folgte 1973 das Denkmal für Nikolai Boschnjak in Sowetskaja Gawan, der die Hafenstadt Gawan gründete.
Orechow war befreundet mit Wiktor Dumanjan, der eine Porträtbüste Orechows schuf. 1974 schuf Orechow mit Dumanjan das Lehrerdenkmal in Toropez zur Würdigung der Bildungsleistung der Lehrer in dieser Stadt.
Orechow schuf die Denkmäler für Juri Gagarin in Gagarin (1974), Alexander Butlerow in Kasan (1978), Nikolai Leskow in Orjol (1980), den 1000. Jahrestag der Stadt Brjansk in Brjansk (1985), den Helden der Sowjetunion Wladimir Kornejew in Elektrostal (1985), Iwan Schischkin in Jelabuga (1986), Ilja Repin in Tschuhujiw (1987), Alexander Newski an der Alexander-Newski-Kathedrale in Howell Township (New Jersey) (1989), den zweifachen Helden der Sowjetunion Sergei Afanasjew in Klin (1990), die Brüder Wiktor und Apollinari Wasnezow in Kirow (1992), den vierfachen Helden der Sowjetunion Marschall Georgi Schukow in Moskau an der Metro-Station Kaschirskaja (1992), Wladimir Majakowski im Majakowski-Museum in Moskau (1993), Georgi Schukow im Moskauer Park Pobedy (1995), Alexander Puschkin in Minsk, Jakutsk, Wien, Paris (1999), Rom (2000), Baku (2001) u. a.
Auf dem Nowodewitschi-Friedhof, Wagankowoer Friedhof, Wwedenskoje-Friedhof, Kunzewoer Friedhof und Donskoi-Friedhof stehen Orechows Grabdenkmäler von Juri Owtschinnikow (1990), Witold Bjalynizki-Birulja (1958), Dmitri Nalbandjan (1955), Leonid Kogan (1987), Jewgeni Ptitschkin (1997), Andrei Mironow (1988), Jelena Gogolewa (1994), Nikolai Krjutschkow (1998), Iwan Koslowski (1998), Isabella Jurjewa (2000), den Verteidigern des Weißen Hauses beim Augustputsch in Moskau 1991 (1992) u. a.
Orechow schuf Porträts von Pjotr Tschaikowski (1968), Nikolai Gogol (1971), Alexander Puschkin (1974), Johann Wolfgang von Goethe (1975), Niccolò Paganini (1980), Georg Friedrich Händel (1980), Nikolai Leskow (1981), Iwan Turgenew (1981), Fjodor Schaljapin (1981), Konstantin Stanislawski (1981), Ilja Repin (1985), Alexander Blok (1997) u. a.
1975 war Orechow zum Vorsitzenden des Kunst-Expertenrats für Bildhauerei des Kunstfonds der RSFSR gewählt worden. Er war Vizevorstandsvorsitzender der Moskauer Abteilung der Union der Künstler der RSFSR und Vorsitzender des Kunst-Expertenrats des Kulturministeriums der UdSSR. 1988 wurde er Korrespondierendes Mitglied und 1995 Vollmitglied der Russischen Akademie der Künste.
Ab 1995 beteiligte sich Orechow am Wiederaufbau der Christ-Erlöser-Kathedrale und leitete die Skulpturen-Ausstattung. Er initiierte die Gründung einer Bildhauer-Genossenschaft, der sich mehr als 50 Bildhauer aus verschiedenen Städten Russlands anschlossen. In Orechows Atelier wurden 48 Skulpturen für die Kathedrale hergestellt. Dazu gehörte das Hautrelief des Archimandriten Dionysius von Radonesch, der den Fürsten Dmitri Poscharski und den Kaufmann Kusma Minin für die Befreiung Moskaus 1612 von den Polen segnet.
Orechow starb am 18. Juli 2001 in Moskau und wurde auf dem Kunzewoer Friedhof begraben.
2004 wurde in Moskau das Orechow-Museum eröffnet, das Orechows Sohn Grigori Orechow, Generaldirektor der Stiftung zur Förderung der Bildhauer Russlands, organisierte. 2005 stiftete das Orechow-Museum und die Stiftung zur Förderung der Bildhauer Russlands mit Beteiligung der Russischen Akademie der Künste den Orechow-Preis Solotoi Orech (Goldene Nuss). Die Walnuss war ein Symbol Orechows, das er in seinen Skulpturen darstellte. Die Preisverleihung übernahm der Präsident der Russischen Akademie der Künste Surab Zereteli.

## Preise
- Goldmedaille der Ausstellung der Errungenschaften der Volkswirtschaft der  UdSSR (1972) für eine Puschkin-Skulptur
- 1. Preis des International Sculpture Symposium in Oberrauschenbach (1973)
- 1. Preis des International Sculpture Symposium in Hoyerswerda (1975)[3]
- 1. Preis der Freilicht-Ausstellung in Burgas (1978) für die Skulptur Kyrill und Method[3]
- Staatspreis der UdSSR (1982)[3]
- 1. Preis des International Sculpture Symposium auf Kuba (1983)
- Leninpreis (1984)[3]
- Silbermedaille der Akademie der Künste der UdSSR (1988)[1]
- Goldmedaille der Russischen Akademie der Künste (1997)[1]
- Preis des Präsidenten der Russischen Föderation 2000 im Bereich Literatur und Kunst (2001)[12]

## Ehrungen
- Verdienter Künstler der RSFSR (1980)
- Volkskünstler der RSFSR (1988)[1]
- Ehrenmitglied der Accademia di Belle Arti di Carrara (1889)[1]
- Orden der Ehre (1997)[13]

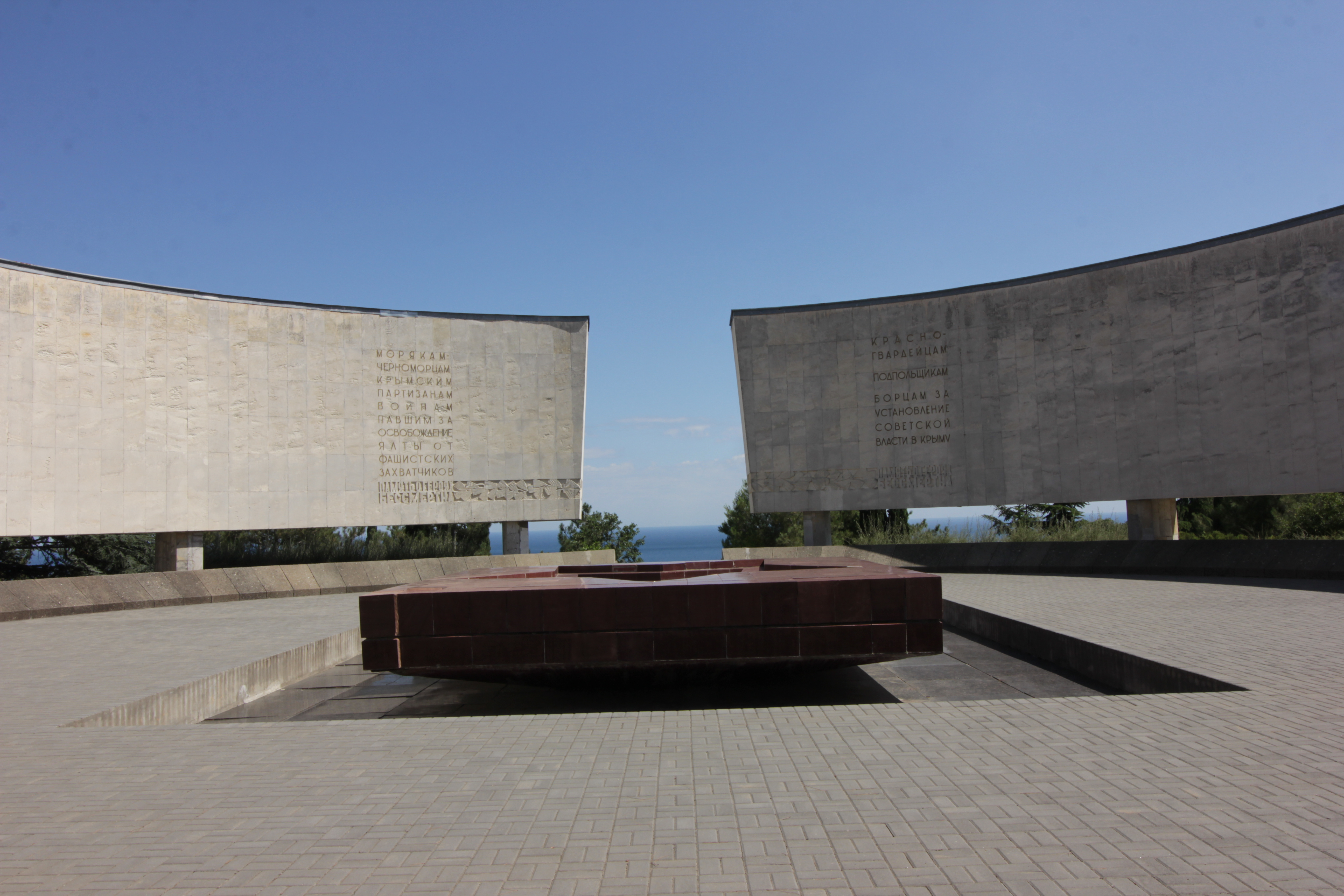
Gedenkstätte Chom Slawy, Jalta
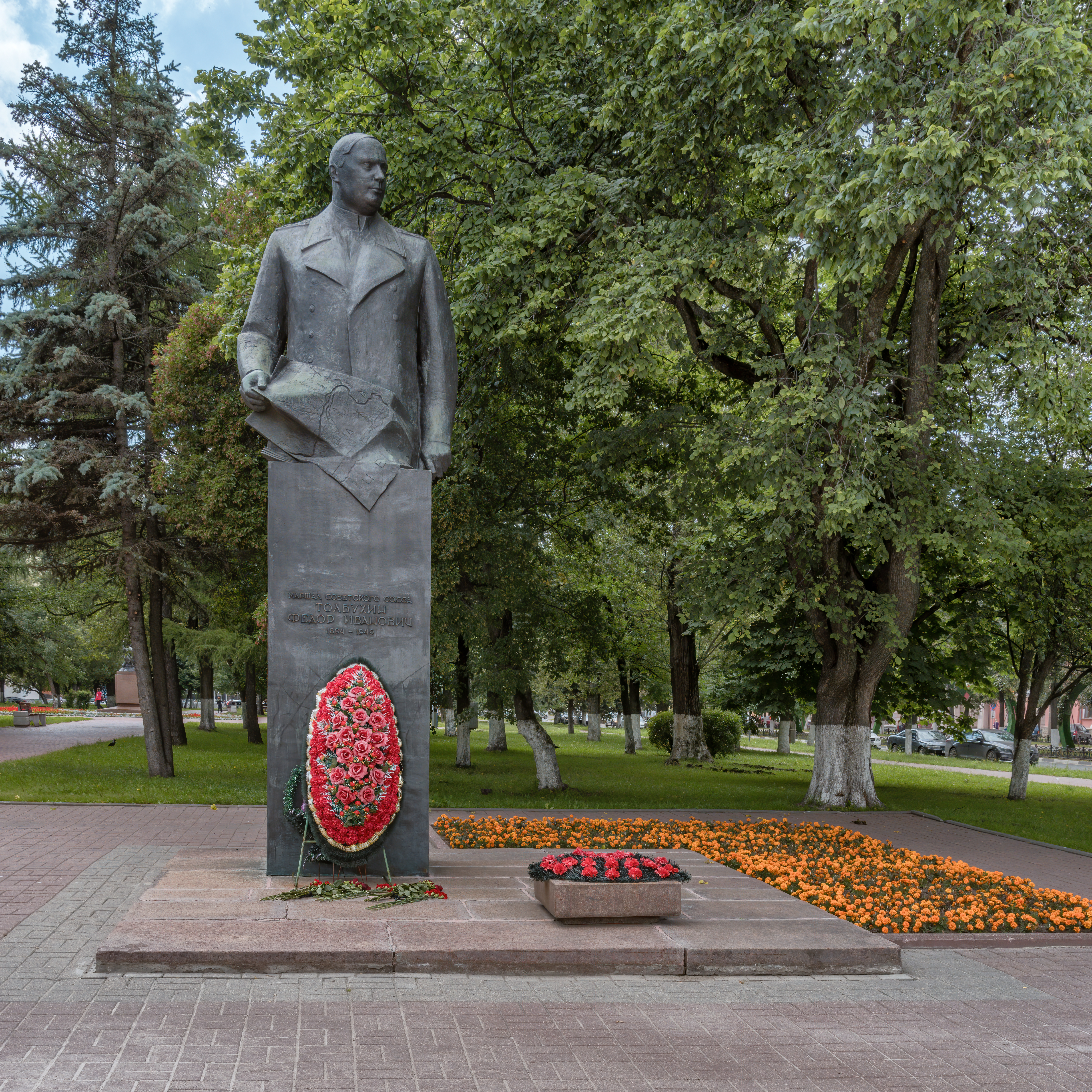
Tolbuchin-Denkmal, Jaroslawl
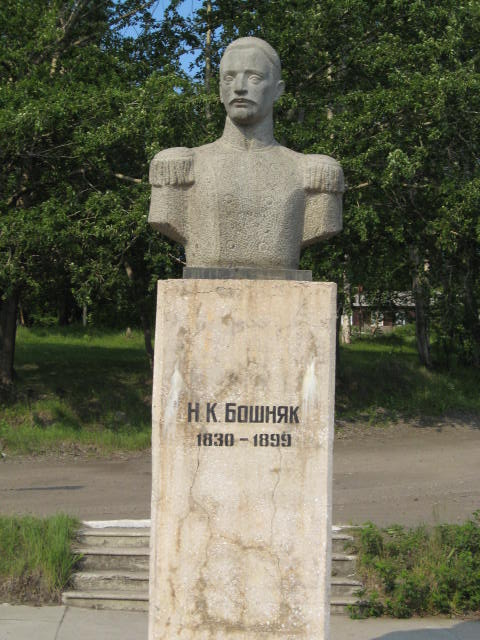
Boschnjak-Denkmal, Sowetskaja Gawan
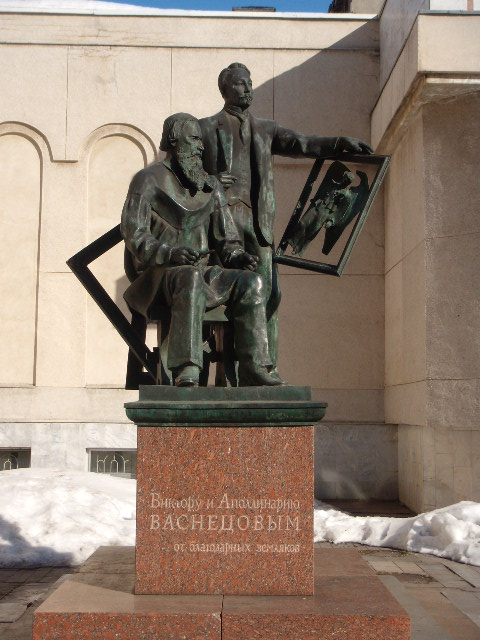
Denkmal der Brüder Wasnezow, Kirow
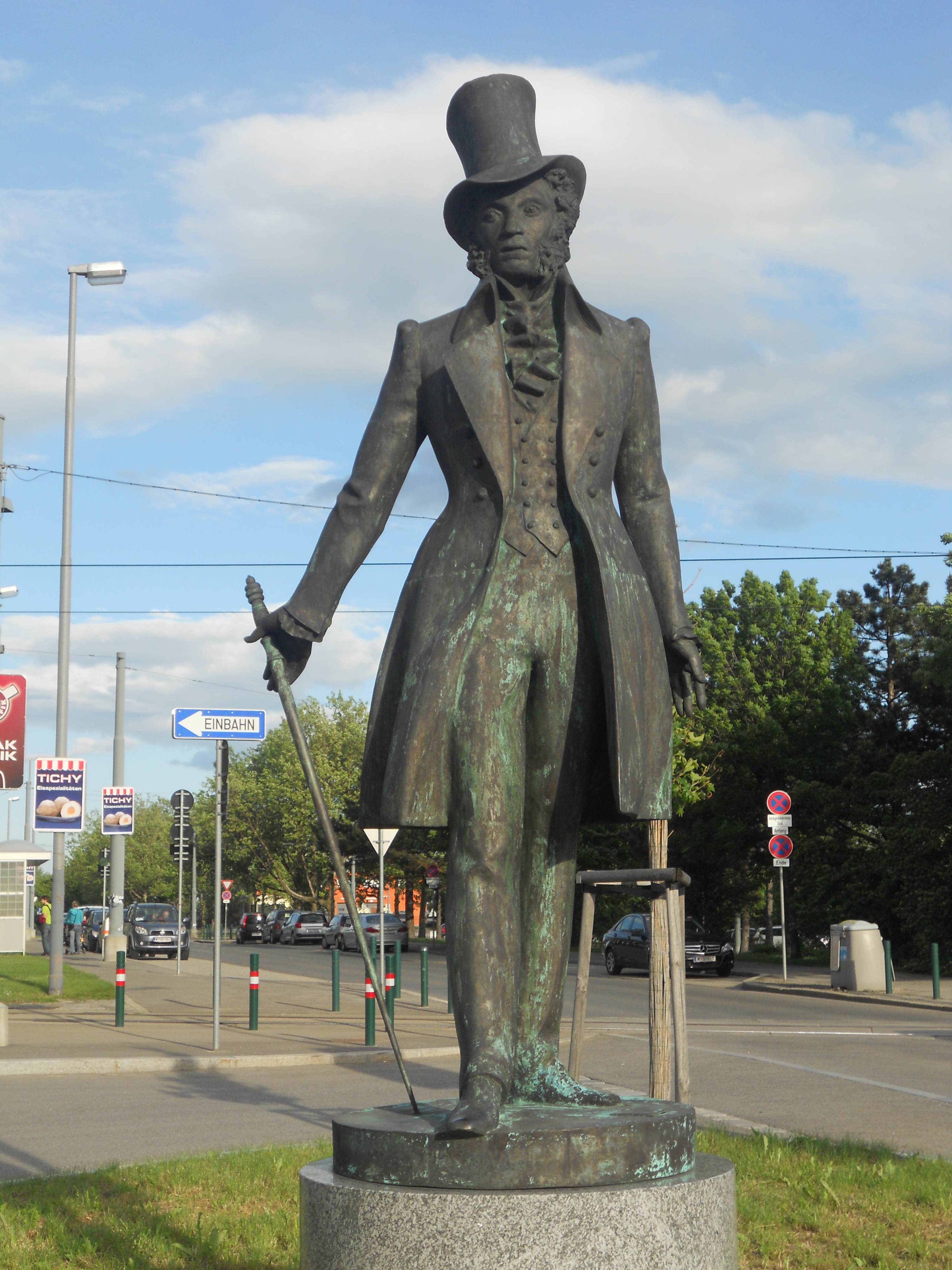
Puschkin-Denkmal, Wien